# NSB serija 73
NSB serija 73, poznat kao Krengetog (»nagibni vlak«), vlak velikih brzina norveških željeznica. Vlak može postići brzinu od 210 km/h. Vlakovi posjeduju nagibnu tehnologiju, što im omogućuje brži proklazak kroz zavoje.

## Privremena degradacija
Sredinom 17. lipnja 2000. je svim vlakovima smanjena brzina na 160 km/h. Razlog je taj, jer se dogodio lom osovine kod jedne garniture. Naknadnom provjerom je utvrđeno, kako su se i na drugim vlakovima pojavile pukotine. Do pronalaska pravog uzroka, trajat će ograničenje brzine.

## Inačice

### Varijanta BM73B
Varijnta BM 73B ima više sjedećih mjesta (zbog kraćih relacija za koje se koristi ne postoji odjel za djecu. Može se prepoznati po drugačijem lakiranju (crveno/srebrno umjesto plavo/srebrno).